# Joe Cullen (dartsjátékos)
Joe Cullen (Bradford, 1989. július 13. –) angol dartsjátékos. 2008-tól a Professional Darts Corporation tagja. Beceneve "The RockStar".

## Pályafutása

### PDC
Cullen a 2008-as UK Open-en vett részt először kiemelt PDC tornán, ahol egészen a legjobb 64-ig sikerült eljutnia. 2009-től kezdett el komolyabban foglalkozni a dartssal, így korábbi munkahelyét is otthagyta (postásként dolgozott), hogy profi sportoló váljon belőle. 2010-ben újra a legjobb 64-ig sikerült eljutnia a UK Open-en.
Világbajnokságon először 2011-ben vett részt, de az első körben kiesett Terry Jenkins ellen. Ebben az évben három tornagyőzelmet szerzett a PDC Youth Tour sorozatban. A következő évben (2012) szintén Jenkins ejtette ki őt az első körben a vb-n, de egy meccset már sikerült nyernie, mivel a selejtezőben a szerb Oliver Ferenc ellen 4–2-re győzött.
2016-ig minden évben kijutott a világbajnokságra, de mindannyiszor az első kör jelentette számára a végállomást. 2013-ban John Parttól 3–0-ra, 2014-ben Peter Wrighttól 3–0-ra, 2015-ben Michael van Gerwentől 3–1-re, majd 2016-ban Jelle Klaasentől 3–0-ra kapott ki.
A 2017-es vb-n végre sikerült számára a továbbjutás az első körből, de következő körben 4-0-s vereséget szenvedett honfitársától Adrian Lewistól. Cullen 2017-ben megszerezte első tornagyőzelmét, melyet a Players Championship egyik állomásán szerzett meg Barnsley-ban. Az év további részében még egy győzelmet szerzett ebben a sorozatban.
2018-ban újra csak egy meccset játszott a vb-n, amelyen ezúttal Jermaine Wattimenatól kapott ki 3–2-re.
A 2019-es vb-n 14. kiemeltként vett részt, ahol a második fordulóban Brendan Dolan ellen kapott ki 3–0-ra. Az év további részében megszerezte első győzelmét a European Tour sorozatban, melyet a Németországban rendezett European Darts Matchplay-en ért el, ahol 8–5-re győzte le a világelső Michael van Gerwent.
A következő világbajnokságon (2020), az előző évhez hasonlóan szintén a második körben esett ki, ezúttal a német Nico Kurz győzte le 3–1-re.
2021-ben megtörte a jeget, a legjobb 16 közé sikerült jutnia ahol Michael van Gerwen állította meg egy döntő leges meccsen miután Jonny Claytont hazaküldte.
A World Matchplayen a verhetetlennek bizonyuló Peter Wrighttól kapott ki a második körben 11–5 arányban.
A World Grand Prix-n Ross Smith simán legyőzte az első körben.
A 2022-es vb nem alakult úgy ahogy szerette volna, miután egy szoros meccsen győzött Jim Williams ellen, a 32 között egy hosszúra nyúlt tie-breakes meccsen veszített Martijn Kleermaker ellen.
A vb után viszont jött az újabb áttörés, a Masters versenyén bizonyult a legjobbnak, Van Gerwent is kiejtve, majd Dave Chisnallt a döntőben is felülmúlva az első major tornagyőzelmét könyvelhette el. Ezután folytatta a nagyszerű játékot, a harmadik és a negyedik Pro Tour állomáson is győzni tudott. A Mastersnek köszönhetően beválogatták a Premier Leaguebe is, ahol döntőig jutott és egy szoros meccs végén 11–10-re kapott ki Van Gerwentől, így a második lett a 2022-es sorozatban.

## Világbajnoki szereplései

### PDC
- 2011: Első kör (vereség  Terry Jenkins ellen 2–3)
- 2012: Első kör (vereség  Terry Jenkins ellen 0–3)
- 2013: Első kör (vereség  John Part ellen 2–4)
- 2014: Első kör (vereség  Peter Wright ellen 0–3)
- 2015: Első kör (vereség  Michael van Gerwen ellen 1–3)
- 2016: Első kör (vereség  Jelle Klaasen ellen 0–3)
- 2017: Második kör (vereség  Adrian Lewis ellen 0–4)
- 2018: Első kör (vereség  Jermaine Wattimena ellen 2–3)
- 2019: Második kör (vereség  Brendan Dolan ellen 0–3)
- 2020: Második kör (vereség  Nico Kurz ellen 1–3)
- 2021: Negyedik kör (vereség  Michael van Gerwen ellen 3–4)
- 2022: Harmadik kör (vereség  Martijn Kleermaker ellen 3–4)
- 2023: Negyedik kör (vereség  Michael Smith ellen 1–4)
- 2024: Negyedik kör (vereség  Luke Humphries ellen 3–4)
- 2025: Harmadik kör (vereség  Gerwyn Price ellen 3–4)

## Döntői

### PDC nagytornák: 2 döntős szereplés
| Történet                   |
| Premier League Darts (0–1) |
| The Masters (1–0)          |

| Eredmény | Sorszám | Év   | Bajnokság            | Ellenfél a döntőben | Pontok    |
| Győztes  | 1.      | 2022 | The Masters          | Dave Chisnall       | 11–9 (l)  |
| Döntős   | 1.      | 2022 | Premier League Darts | Michael van Gerwen  | 10–11 (l) |

1. ↑  (l) = pontszám legekben, (sz) = pontszám szettekben.

## További tornagyőzelmei
| Players Championships - Players Championship (BAR): 2017 (x2) - Players Championship (BOL): 2021 - Players Championship (COV): 2020 - Players Championship (LEI): 2025 - Players Championship (MK): 2021 - Players Championship (WIG): 2022 (x2) PDC Youth Tour - Youth Tour (AUT): 2011 - Youth Tour (NED): 2011 - Youth Tour (IRE): 2011 | European Tour Events - European Darts Matchplay: 2019 - Hungarian Darts Trophy: 2022 - International Darts Open: 2020 |